# Coöperatie

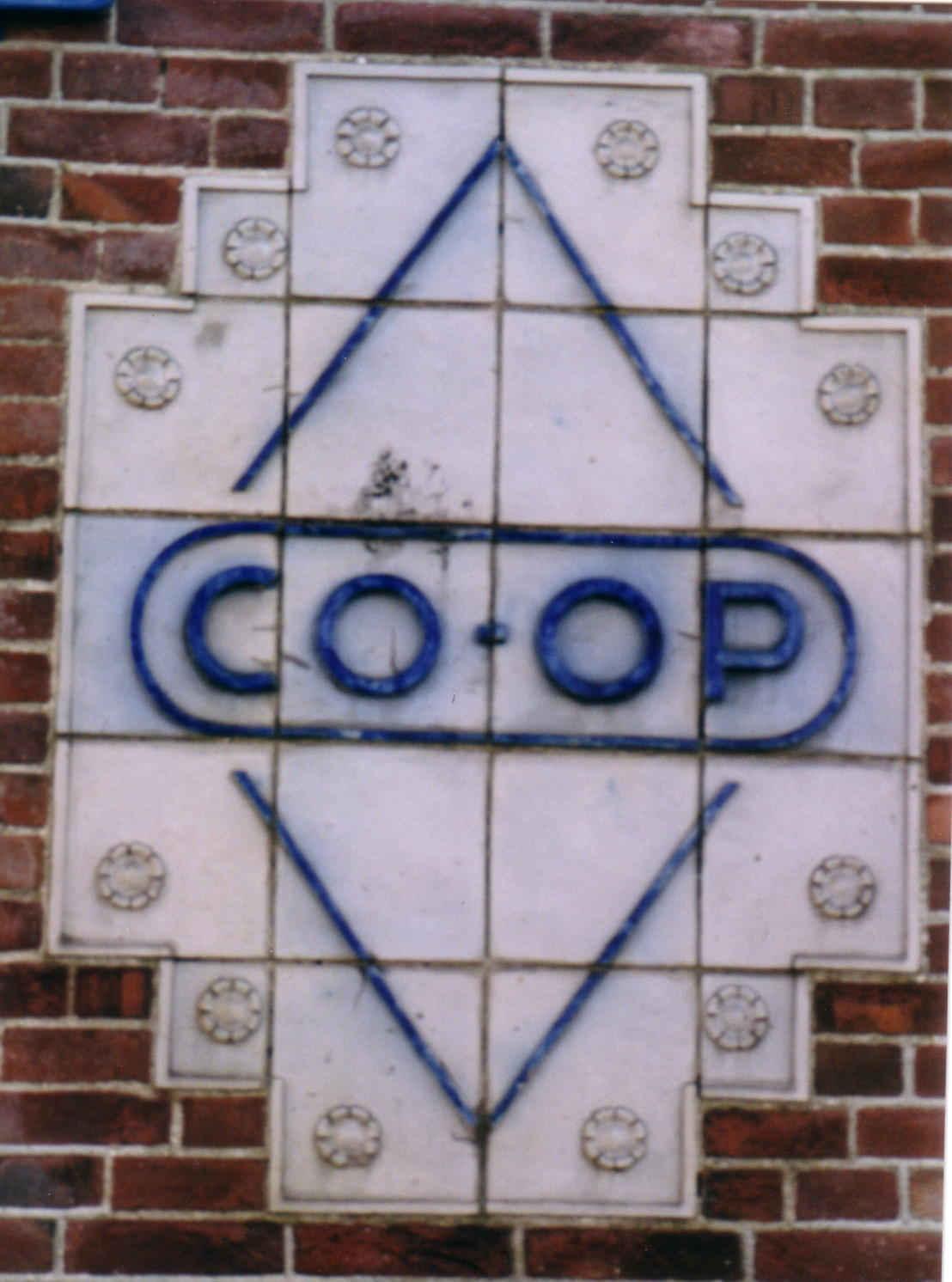
Tegeltableau van CO-OP te Roermond

Een coöperatie is een autonome organisatie van personen of producenten die zich  verenigen om gedeelde economische, sociale of culturele behoeften te realiseren via een onderneming waarvan zij gezamenlijk eigenaar zijn en die zij democratisch besturen. Wetgevingen in tal van landen erkennen de coöperatie als aparte rechtsvorm; zo spreekt men in België van een coöperatieve vennootschap en in Nederland van een coöperatieve vereniging.
Het concept ontstond in de 19e eeuw als reactie op de monopolisering van productiemiddelen en voedselverkoop door groot industriëlen.
Coöperaties hebben een belangrijke rol gespeeld in de economische emancipatie van grote groepen van de bevolking, vooral rond de eeuwwisseling van de 19de naar de 20e eeuw. Via de coöperatie konden producenten (vooral boeren, zie ook landbouwcoöperatie) en consumenten zich verenigen en zo gezamenlijk doelen bereiken die voor elk individu onbereikbaar zouden zijn geweest, vooral op het gebied van investeringen. Wereldwijd zijn vele coöperaties actief.

## Definities
De Internationale coöperatieve alliantie (ICA) definieert een coöperatie als een autonome organisatie van personen die zich vrijwillig verenigen om hun gemeenschappelijke economische, sociale en culturele behoeften en ambities te behartigen door middel van een onderneming waarvan ze samen eigenaar zijn en die ze democratisch controleren.

## Geschiedenis
De coöperatie is een Britse uitvinding. In 1760 werden reeds coöperatieve meelfabrieken geopend in Woolwich en Chatham. De arbeiders waren eigenaren van de fabriek en konden niet alleen meel, maar ook brood, boter en zelfs thee en suiker van de fabriek kopen. Robert Owen (1771-1858) werd door het idee geïnspireerd. In 1816 stelde hij aan het Britse parlement voor coöperatieve gemeenschappen op te richten. Dit leidde weer tot de oprichting van het tijdschrift “The Co-operator”, dat instructies bevatte voor het oprichten en besturen van een coöperatieve gemeenschap. De aanhangers van het idee organiseerden een aantal congressen in de jaren 1831-1835 waar langzaam het idee van coöperatieve gemeenschappen plaats maakte voor coöperatieve winkels.
Het prototype van de coöperatieve winkel was “The Rochdale Society of Equitable Pioneers”, opgericht in augustus 1844. De oorspronkelijke winkel in Toad Lane te Rochdale is nu een museum van de coöperatieve beweging, het Rochdale Pioneers Museum. Het succes van deze winkel was te danken aan het feit dat de winst werd verdeeld onder de leden van de coöperatie door middel van een dividend aan het einde van het jaar, afhankelijk van de gedane aankopen. Voor de administratie van wat de leden hadden gekocht werden penningen uitgegeven. Rond 1860 beleefde de beweging een hoogtepunt van groei.
Die coöperatieve gedachte lag in 1867 ook ten grondslag aan de oprichting van een woningbouwvereniging in de Engelse plaats Rochdale, wat wordt gezien als de oorsprong van de sociale woningbouw door woningcorporaties, onder andere tot uiting komend in de naamgeving van de Nederlandse woningcorporatie Woningstichting Rochdale.
Het socialisme en het anarchisme omhelsden de coöperatieve beweging, waardoor het ook een politieke beweging werd, met natuurlijke politieke vijanden. Een belangrijke daarvan was de Rooms-Katholieke Kerk. Deze had al eeuwen de wereldlijke heersers ondersteund ten nadele van de bevolking en de ergste armoede die daar het resultaat van kon zijn, bestreden, mits men lid was van de kerk. Het zag de socialistische coöperaties als een bedreiging van de bestaande verhoudingen, te meer omdat het socialisme sterk anti-klerikaal was. Bovendien was het doel van de geestelijke armenzorg kerkbezoek, terwijl het doel van de coöperatie emancipatie van de arbeider was. Belangrijke Nederlandse coöperatieve winkels droegen namen als “Eigen Hulp” en “Help U Zelf”.
In België viel de scheiding tussen klerikalen en socialisten vrij goed samen met die van Walen en Vlamingen en die van relatieve welvaart en armoede, waardoor de taalstrijd verder aangemoedigd werd. De kerk ontmoedigde coöperaties of probeerde ze onder controle te krijgen. In Frankrijk was de macht van de kerk gebroken door de Franse Revolutie en ondervond de coöperatieve beweging weinig weerstand. Bedrijven openden coöperatieve kantines en winkels en zelfs in het leger werd de coöperatie normaal. Overal ontstonden coöperatieve militaire tehuizen (cercles militaires) die voedsel en onderdak boden aan militairen.

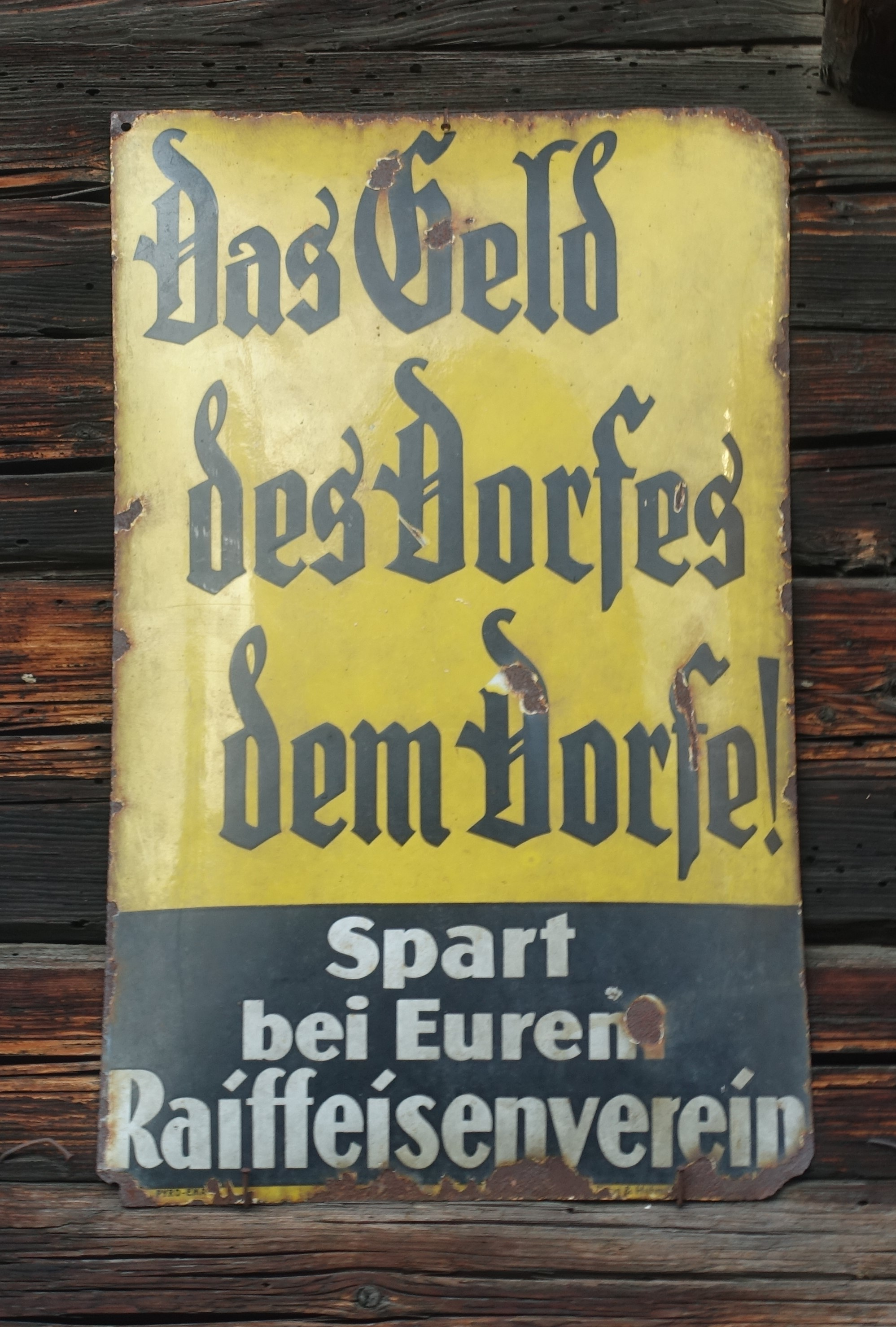
Reklame voor een Raiffeisencooperatie in Duitsland, ca 1910.

Na de Eerste Wereldoorlog kenterde de groei van de coöperatieve beweging in het Westen. De coöperatieve winkels konden moeilijk concurreren met de schaalvoordelen van steeds grotere winkelketens en het motief van armoedebestrijding werd ondergraven door een toenemende welvaart. Aan de andere kant waren er in die tijd weer nieuwe vormen van coöperaties van de grond gekomen, vooral in de agrarische sector en de daarmee samenhangende financiële instellingen. In Duitsland stichtte Friedrich Wilhelm Raiffeisen banken die op coöperatieve leest waren geschoeid, om kleine boeren in staat te stellen investeringen te doen benodigd voor het realiseren van goede oogsten. De huidige Rabobank, een fusie van de Nederlandse Raiffeisenbank (Ra) en Boerenleenbank (bo), komt daaruit voort.

## Soorten coöperaties
De coöperatie is een vereniging die opkomt voor de materiële belangen van haar leden, door overeenkomsten met hen af te sluiten. Bij de coöperatie mag winst worden uitgekeerd aan de leden.
Er zijn meerdere soorten coöperaties, waarbij het onderscheid wordt gemaakt naar de relatie tussen de coöperatie en de leden:
- ondernemerscoöperaties of verkoopcoöperaties, waarbij ondernemers (natuurlijke personen of rechtspersonen) hun producten of diensten via de coöperatie verkopen.
- inkoopcoöperaties, waarbij de leden goederen kopen van de coöperatie, die deze voor de leden gezamenlijk heeft ingekocht. Dit kunnen consumentencoöperaties zijn, maar ook coöperaties van bedrijven.
- de investeringscoöperaties, waarbij de leden primair als eigenaar van de onderneming in de coöperatie verbonden zijn met de coöperatie. Deze kunnen een overdraagbaar lidmaatschap hebben, waardoor ze dezelfde kenmerken hebben als een BV, maar flexibeler zijn. Een belangrijke toepassing is voor energiecoöperaties, waarbij leden investeren in gezamenlijke zonnepanelen of windmolens.
- de werknemersproductiecoöperatie, deze sluit arbeidsovereenkomsten met de leden, en de leden leveren gezamenlijk een product of dienst.
- overheidscoöperaties, waarbij de leden uitsluitend bestaan uit overheden of overheidsgedomineerde rechtspersonen.
- kredietunies, waar de leden van de coöperatie elkaar geld uitlenen.
- Wooncoöperaties, waarin bewoners bepalen samen hoe zij woongelegenheden (woningen, gebouw), terrein en directe omgeving beheren (niet te verwarren met woningcorporaties)

Bij coöperatieve ondernemingen zijn de leden-eigenaren tevens voorname zakenpartners van de coöperatie en zijn zij daardoor nauw betrokken bij de strategie. Hun rol is toezicht houden en de investeringen mede bepalen.

## België
België kent sinds 1873 een wetgeving omtrent de coöperatieve vennootschap (cv). Deze wet was erg liberaal van inslag. Hij stipuleerde enkel dat een coöperatieve vennootschap een ondernemingsvorm is met een veranderlijk aantal vennoten en een veranderlijk kapitaal en omschreef eenvoudige en laagdrempelige oprichtingsvoorwaarden.
De wet van 20 juli 1991 verstrengde de oprichtingsvoorwaarden en maakte een onderscheid tussen de coöperatieve vennootschap met beperkte aansprakelijkheid (cvba) en de coöperatieve vennootschap met onbeperkte en hoofdelijke aansprakelijkheid (cvoha). De benaming van deze laatste rechtsvorm werd in de wet van 7 mei 1999 houdende het Wetboek van Vennootschappen vervangen door de coöperatieve vennootschap met onbeperkte aansprakelijkheid (cvoa). De cvba was strenger gereglementeerd: er waren minimum-kapitaalvereisten en er was meer verplichting tot openbaarheid. De organisatie van het bestuur werd door de wet vrijgelaten; dat wil zeggen dat het in de statuten moest geregeld worden. Een bestuur door één of meer zaakvoerders was denkbaar, zoals bij de Besloten vennootschap met beperkte aansprakelijkheid (bvba), maar evengoed een raad van bestuur, zoals bij de Naamloze vennootschap (nv). Lid of vennoot worden van een cvoa was riskant: met een kleine inbreng kon men de hele 'onbeperkte aansprakelijkheid' op de hals halen.
Op 28 februari 2019 nam de Kamer het Wetboek van Vennootschappen en Verenigingen aan. Dit Wetboek trad op 1 mei 2019 in voege en voorziet nog in één statuut voor coöperaties, met name de coöperatieve vennootschap. Daarnaast verwijst het wetboek naar het statuut van de Europese coöperatieve vennootschap (SCE). 
België telt ruim 25.000 coöperatieve vennootschappen. Zij staan in voor 5,5 procent van het bruto binnenlands product. Zo'n 650 ervan zijn officieel erkend door de Nationale Raad voor de Coöperatie. We onderscheiden vier types coöperaties, net zoals de ICA en de ILO: werkerscoöperaties, ondernemingencoöperaties, burger- en consumentencoöperaties en multistakeholdercoöperaties.

## Nederland
Nederland kent een grote coöperatieve geschiedenis, vooral in de agrarische sector. Er zijn veel zuivelcoöperaties opgericht, die deels nog steeds bestaan, zo is het grootste zuivelbedrijf FrieslandCampina een coöperatie, door fusie ontstaan uit verschillende kleinere.
De bloemen- en tuinbouwveilingen zijn vrijwel altijd nog coöperaties, zoals de Bloemenveiling FloraHolland, er waren verbruikscoöperaties zoals de Coop (als zodanig opgeheven), grote akkerbouworganisaties zoals de Avebe en financiële dienstverleners als de boerenleenbanken, waarvan de oudste Europese banken verenigd zijn in de ‘Urgenossen’, en onderlinge verzekeringsmaatschappijen, zoals Univé. Een zeer bijzondere vorm was die van de boerenzelforganisatie van de Erfgooiers in het Gooi, die gericht was op gezamenlijk gebruik van landbouwgronden. Begin jaren zestig werden in kleine regio’s verenigingen opgericht om bij het wegvallen van de boer of tuinder de continuïteit van agrarische bedrijven te kunnen waarborgen, de Agrarische Bedrijfsverzorging (AB). AB is er tegenwoordig nog steeds, al is het takenpakket inmiddels flink uitgebreid. Sinds de jaren negentig zijn er ook overheidscoöperaties opgericht. Leden van overheidscoöperaties zijn overheden of overheidsgedomineerde rechtspersonen. Voorbeelden van overheidscoöperaties zijn Dimpact, VAOP, WiGo4It, MidWaste en ParkeerService. Vanaf ongeveer 1980, en zeker na 2000, ontstaan in Nederland energiecoöperaties gegroepeerd rond vormen van duurzame energie, zoals windmolens.
In Nederland zijn veel coöperatieve ondernemingen lid van de Nationale Coöperatieve Raad (NCR). Deze bevordert het coöperatief ondernemerschap door het zijn van kenniscentrum, platform en belangenbehartiger op coöperatief gebied.

### Voordelen van de coöperatie
Aan het oprichten van een Nederlandse coöperatie zijn verschillende voordelen verbonden:
- Een goede bescherming van het privévermogen van de leden, de aansprakelijkheid van de leden kan uitgesloten worden bij een coöperatie u.a. Dit is een verschil met de hoofdelijke en gehele aansprakelijkheid zoals bij een vennootschap onder firma (vof) of een maatschap.
- De coöperatie u.a. biedt een vergelijkbare bescherming als een bv of nv, maar is flexibeler in opzet.
- Het aangaan, opzeggen of de overdracht van het lidmaatschapsaandeel is eenvoudig. De coöperatie is daarmee een geschikt alternatief voor de maatschap, vooral als er een groot verloop onder de maten wordt verwacht.
- De coöperatie biedt de mogelijkheid de zogenaamde verlengstukwinst aan haar leden uit te keren zonder dat daar eerst vennootschapsbelasting over betaald wordt. De uitgekeerde winst aan leden die een natuurlijke persoon zijn wordt in dat geval van de belastbare winst (voor vennootschapsbelasting) afgetrokken.
- De coöperatie mag een winstuitkering aan haar leden doen. De vereniging daarentegen, mag dit niet.[11]

### Nadelen van de cooperatieve vereniging
Bij een broodfonds dat in materiële zin functioneert als een coöperatie, wordt niet gekozen voor de coöperatieve vereniging als rechtsvorm vanwege de regeldruk. Zo vereist een gezamenlijke geldpot een vergunningplicht bij De Nederlandsche Bank. 

### Juridisch
De Nederlandse coöperatie wordt samen met de onderlinge waarborgmaatschappij geregeld in de artikelen 53 tot en met 63k van Boek 2 van het Burgerlijk Wetboek. De coöperatie is een bij notariële akte als coöperatie opgerichte vereniging, en wordt daarom ook coöperatieve vereniging genoemd. Bij deze variant op de vereniging staat de samenwerkingsgedachte in het handelsverkeer voorop. Men kan bijvoorbeeld gezamenlijk aankopen of gezamenlijk verkopen. Oorspronkelijke bevatte de coöperatieve gedachte ook het principe van “één persoon, één stem”. In dat geval heeft elk lid een gelijke stem, ongeacht de inbreng, daar waar in de kapitaalvennootschappen het stemrecht verbonden is aan het aantal aandelen. Tegenwoordig wordt – onder invloed van de EU – opnieuw meer geopteerd voor stemrecht dat verbonden is aan de inbreng.

#### Oprichtingsvereisten
Een coöperatie moet worden opgericht door minimaal twee personen. Hiervoor moet een akte opgemaakt worden door de notaris. De coöperatie moet worden ingeschreven in het Handelsregister. Iedere coöperatie is verplicht jaarstukken op te stellen. De handelsnaam van de coöperatie moet verplicht het woord ‘coöperatie’ of ‘coöperatief’ bevatten en ook moet er aan het eind van de naam de letters W.A. (wettelijke aansprakelijkheid), B.A. (beperkte aansprakelijkheid) of U.A. (uitgesloten aansprakelijkheid) staan (art. 2:54 lid 2 BW). Jaarlijks worden er circa 1000 coöperaties opgericht, waarvan minder dan 10 een coöperatie W.A. of B.A. zijn.
Bedrijven die ten onrechte het woord ‘coöperatief’ in hun naam voeren, zijn in overtreding en daarvan kan iedere coöperatie op straffe van een door de rechter te bepalen dwangsom vorderen dat dit bedrijf zich onthoudt het woord ‘coöperatief’ in haar naam te voeren (art. 2:63 BW).

#### Algemene ledenvergadering
De hoogste zeggenschap ligt bij de algemene ledenvergadering. Deze vergadering benoemt het bestuur. De leden betalen mee aan de kosten voor oprichting en het in stand houden van de coöperatie. Winst kan bijvoorbeeld worden verdeeld op basis van het werk dat een lid voor de coöperatie heeft uitgevoerd. De leden mogen hier zelf afspraken over maken.

#### Lidmaatschap
Aangezien de coöperatie bepaalde overeenkomsten moet sluiten met haar leden (art. 2:53 lid 1 BW), zijn er ledencontracten vereist. Het gaat hier vaak om overeenkomsten van bepaalde tijd met de behoefte om ze eenzijdig te kunnen wijzigen. Bij het lidmaatschap is er geen dwang: ieder lid is vrij zijn/haar lidmaatschap te beëindigen. Echter wanneer alle leden dit doen, kan dit het einde en faillissement van de coöperatie betekenen. Daarom is vaak in de statuten van de coöperatie geregeld wanneer en onder welke voorwaarden een lidmaatschap kan worden beëindigd.
De hoofdregel is dat het lidmaatschap kan worden opgezegd met inachtneming van een opzegtermijn van vier weken tegen het einde van het boekjaar (kalenderjaar) (art. 2:36 lid 1 BW) waarbij aansluiting wordt gezocht bij de vereniging via art. 2:53a BW.
En met behoud van de vrijheid van uittreding kunnen er via de statuten voorwaarden (in overeenstemming met het doel en de strekking van de coöperatie) worden verbonden aan de uittreding uit een coöperatie. Als een voorwaarde verder gaat, dan geoorloofd is, wordt deze voor ongeschreven gehouden (art. 2:60 BW).
Hier is sprake van partiële nietigheid. Is het bewonen van een appartement zo verknocht verbonden met het lidmaatschap van de coöperatie, dan houdt beëindiging van het lidmaatschap ook in dat het recht tot bewoning van het appartement aan iemand anders moet worden overgedragen.
Als de voorwaarde van uittreding inhoudt dat een bepaald bedrag moet worden betaald en de rechter vindt dit bedrag te hoog, dan zal de rechter moeten bepalen tot op welk bedrag deze voorwaarde wel verbindend is. Dit blijkt uit het arrest Kempen van de Hoge Raad van 26 juni 1959 (NJ 1959, 587).
Ook gelden de hoofdregels van het einde van het lidmaatschap van de vereniging ook voor de coöperatie (art. 2:35 in verbinding met art. 2:53a BW). Het lidmaatschap eindigt door de dood van het lid, tenzij de statuten regelen dat overgang via het erfrecht is toegestaan (art. 2:35 lid 1 sub a), door opzegging door het lid overeenkomstig art. 2:36 BW en 2:60 BW (art. 2:35 lid 1 sub b), door opzegging door de vereniging/coöperatie (art. 2:35 lid 1 sub c), door ontzetting uit het lidmaatschap (art. 2:35 lid 1 sub d). Ontzetting uit het lidmaatschap kan alleen worden uitgesproken wanneer een lid in strijd met de statuten, reglementen of besluiten van de vereniging/coöperatie heeft gehandeld, of de vereniging/coöperatie op onredelijke wijze heeft benadeeld (art. 2:35 lid 3 BW).

#### Bevoegdheden
De coöperatie moet bepaalde overeenkomsten afsluiten met haar leden (art. 2:53 lid 1 BW) en mag onder bepaalde omstandigheden overeenkomsten met derden sluiten. Dit moet in de statuten staan als dit is toegestaan (art. 2:53 lid 2 BW) en het mag niet zover gaan dat de overeenkomsten met de leden van ondergeschikte betekenis worden (art. 2:53 lid 4 BW). Hierbij moet de coöperatie als het ware de economische belangen van haar leden behartigen.
Waar de vereniging geen winst mag uitkeren aan haar leden, mag de coöperatie dat wel (art. 2:53a in verbinding met art. 2:26 lid 3 BW).

#### Aansprakelijkheid van leden
De coöperatie is een rechtspersoon en dus zelf aansprakelijk voor haar handelingen. Bij ontbinding of faillissement kunnen de leden en oud-leden van de coöperatie echter aansprakelijk zijn tegenover de coöperatie zelf voor een eventueel tekort. In hoeverre de leden aansprakelijk zijn in een dergelijk geval, is afhankelijk van de regeling in de statuten. Er zijn drie mogelijkheden:
1. Wettelijke aansprakelijkheid (W.A.): leden, en oud-leden die hun lidmaatschap minder dan een jaar geleden hebben opgezegd, zijn verantwoordelijk naar een in de statuten vastgelegde maatstaf. Als een dergelijke statutaire maatstaf ontbreekt, zijn alle leden voor een gelijk deel aansprakelijk.[13]
2. Beperkte aansprakelijkheid (B.A.): de statuten beperken het bedrag waarin leden en/of oud-leden in een tekort moeten voorzien tot een bepaald maximum.
3. Uitgesloten aansprakelijkheid (U.A.): de statuten sluiten elke verplichting van leden of oud-leden om in een tekort te voorzien uit.

Een coöperatie moet overeenkomstig haar aansprakelijkheidsregeling W.A., B.A., of U.A. aan het eind van haar naam voeren.

#### Belastingen
Over de winst van de coöperatie, wordt vennootschapsbelasting geheven. Leden die tegelijkertijd werknemer van de coöperatie zijn, vallen onder de loonheffing. Een winstuitdeling door de coöperatie aan haar leden is in principe niet belast met dividendbelasting, tenzij er sprake is van een misbruiksituatie volgens artikel 1 lid 7 van de Wet op de dividendbelasting 1965. De coöperatie wordt daarom steeds vaker als ‘planning tool’ gebruikt in internationale fiscale structuren. Een coöperatie kan bovendien een fiscale eenheid voor de heffing van vennootschapsbelasting vormen met dochter-BV’s en SE’s (Europese NV’s).

### Arbeidsrecht en sociale zekerheid
Bestuurders die werken bij een coöperatie met werknemerszelfbestuur en lid zijn van die coöperatie, zijn in fictieve dienstbetrekking. Voor hen gelden de gewone regels voor alle loonheffingen. Er is ook een verzekeringsplicht voor de WW en de WIA, tenzij de coöperatie uit slechts 2 personen bestaat.
Er is sprake van een coöperatie met werknemerszelfbestuur als deze voldoet aan de volgende voorwaarden:
- Ten minste 2/3 van de werknemers is lid van de coöperatie.
- Iedere werknemer kan onder dezelfde voorwaarden lid worden van de coöperatie. Er mogen geen financiële voorwaarden gesteld worden.
- Ieder lid heeft 1 stem.
- De arbeidsvoorwaarden zijn gebruikelijk bij soortgelijke ondernemingen in de bedrijfstak.
- Een lid kan bij beëindiging van het lidmaatschap hoogstens aanspraak maken op zijn inleg, behalve bij liquidatie.

### Continuïteit
De continuïteit van de coöperatie is gewaarborgd door haar rechtspersoonlijkheid. Het in- en uittreden van leden is geregeld in de statuten.
De coöperatie kent zeer soepele toe- en uittredingsvoorwaarden. De overdracht van het lidmaatschapsaandeel is eenvoudig. De coöperatie met uitgesloten aansprakelijkheid (U.A.) is een alternatief voor de maatschap als er een groot verloop onder de maten wordt verwacht.

## Trivia
2012 was door de Verenigde Naties uitgeroepen tot Internationaal Jaar van de Coöperaties.